# FK Uherský Ostroh
Fotbalový klub Uherský Ostroh je fotbalový klub z Uherského Ostrohu na Uherskohradišťsku, který byl založen v roce 1920. Od sezony 2024/25 nastupuje v  I. A třída Zlínského kraje – sk. B (6.nejvyšší soutěž)
Největším úspěchem klubu je účast ve dvou ročnících třetí nejvyšší soutěže (1949 a 1954) a po roce 1960 ve dvou ročnících nejvyšší krajské soutěže (1972/73 a 1973/74).
Svoje domácí zápasy hraje ve fotbalovém areálu v ulici Na Zámecké.

## Historické názvy
Zdroj: 
- 1920 – SK Viktoria Uherský Ostroh (Sportovní klub Viktoria Uherský Ostroh)
- 1948 – JTO Sokol Viktoria Uherský Ostroh (Jednotná tělovýchovná organisace Sokol Viktoria Uherský Ostroh)
- 1949 – ZSJ Dyas Uherský Ostroh (Závodní sokolská jednota Dyas Uherský Ostroh)
- 1953 – DSO Tatran Uherský Ostroh (Dobrovolná sportovní organisace Tatran Uherský Ostroh)
- 1957 – TJ Tatran Uherský Ostroh (Tělovýchovná jednota Tatran Uherský Ostroh)
- 1964 – TJ Lokomotiva Uherský Ostroh (Tělovýchovná jednota Lokomotiva Uherský Ostroh)
- 2007 – FK Uherský Ostroh (Fotbalový klub Uherský Ostroh)
- 2016 – FK Uherský Ostroh, z.s. (Fotbalový klub Uherský Ostroh, zapsaný spolek)

## Stručná historie klubu
Fotbalový klub v Uherském Ostrohu byl založen roku 1920. K prvním soupeřům v soutěžích Hanácké župy footballové patřila v letech 1934–1939 mužstva Vlčnova, Luhačovic, Bojkovic, Kostelan, Strání, Starého Města, Ostrožské Nové Vsi, Dolního Němčí, Slavičína a Traplic.
Nejúspěšnější roky klub prožil v 60. letech a v první polovině 70. let 20. století, kdy se ve dvou ročnících účastnil nejvyšší soutěže v Jihomoravském kraji (1972/73 a 1973/74).
Na konci ročníku 2009/10 opustil po dlouhých letech krajské soutěže a nastupoval v soutěžích Okresního fotbalového svazu Uherské Hradiště. Roku 2015 slavil uherskoostrožský fotbal 95 let. V rámci oslav došlo po delší době k derby A-mužstev Uherského Ostrohu a Ostrožské Nové Vsi, které domácí vyhráli 2:1. Fotbalového programu se účastnily i tzv. „staré gardy“ (mužstva složená z hráčů starších 35 let), v němž domácí prohráli se zkušenější Slováckou Slavií Uherské Hradiště 2:7. V sezoně 2017/18 zvítězil FK Uherský Ostroh v okresním přeboru a po osmi letech se vrátil do soutěží řízených Zlínským krajským fotbalovým svazem.
Od 13. srpna 2019 je předsedou klubu ing. Pavel Vlk.

## Zázemí klubu
Klub má k dispozici dvě hřiště s travnatou hrací plochou.

## Umístění v jednotlivých sezonách
Legenda: Z – zápasy, V – výhry, R – remízy, P – porážky, VG – vstřelené góly, OG – obdržené góly, +/− – rozdíl skóre, B – body, červené podbarvení – sestup, zelené podbarvení – postup, fialové podbarvení – reorganizace, změna skupiny či soutěže
| Protektorát Čechy a Morava (1939 – 1945) |                                                                       |                                                                       |                                                                       |                                                                       |                                                                       |                                                                       |                                                                       |                                                                       |                                                                       |                                                                       |                                                                       |
| Sezóny                                   | Liga                                                                  | Úroveň                                                                | Z                                                                     | V                                                                     | R                                                                     | P                                                                     | VG                                                                    | OG                                                                    | +/−                                                                   | B                                                                     | Pozice                                                                |
| ...                                      |                                                                       |                                                                       |                                                                       |                                                                       |                                                                       |                                                                       |                                                                       |                                                                       |                                                                       |                                                                       |                                                                       |
| 1943/44                                  | I. B třída BZMŽF – III. okrsek                                        | 4                                                                     | 26                                                                    | 18                                                                    | 1                                                                     | 7                                                                     | 91                                                                    | 60                                                                    | +31                                                                   | 37                                                                    | 3.                                                                    |
| 1944/45                                  | Končila druhá světová válka, pravidelné fotbalové soutěže se nehrály. | Končila druhá světová válka, pravidelné fotbalové soutěže se nehrály. | Končila druhá světová válka, pravidelné fotbalové soutěže se nehrály. | Končila druhá světová válka, pravidelné fotbalové soutěže se nehrály. | Končila druhá světová válka, pravidelné fotbalové soutěže se nehrály. | Končila druhá světová válka, pravidelné fotbalové soutěže se nehrály. | Končila druhá světová válka, pravidelné fotbalové soutěže se nehrály. | Končila druhá světová válka, pravidelné fotbalové soutěže se nehrály. | Končila druhá světová válka, pravidelné fotbalové soutěže se nehrály. | Končila druhá světová válka, pravidelné fotbalové soutěže se nehrály. | Končila druhá světová válka, pravidelné fotbalové soutěže se nehrály. |
| Československo (1945 – 1993)             |                                                                       |                                                                       |                                                                       |                                                                       |                                                                       |                                                                       |                                                                       |                                                                       |                                                                       |                                                                       |                                                                       |
| Sezóny                                   | Liga                                                                  | Úroveň                                                                | Z                                                                     | V                                                                     | R                                                                     | P                                                                     | VG                                                                    | OG                                                                    | +/−                                                                   | B                                                                     | Pozice                                                                |
| 1945/46                                  | I. B třída BZMŽF – III. okrsek                                        | 4                                                                     | 26                                                                    | ...                                                                   | ...                                                                   | ...                                                                   | ...                                                                   | ...                                                                   | ...                                                                   |                                                                       |                                                                       |
| 1946/47                                  | I. B třída BZMŽF – IV. okrsek                                         | 4                                                                     | 18                                                                    | 11                                                                    | 1                                                                     | 6                                                                     | 49                                                                    | 32                                                                    | +17                                                                   | 23                                                                    | 3.                                                                    |
| 1947/48                                  | I. B třída BZMŽF – IV. okrsek                                         | 4                                                                     | 22                                                                    | 15                                                                    | 5                                                                     | 2                                                                     | 91                                                                    | 42                                                                    | +49                                                                   | 35                                                                    | 1.                                                                    |
| 1948                                     | I. A třída ZMŽF – okrsek B                                            | 4                                                                     | 11                                                                    | 5                                                                     | 3                                                                     | 3                                                                     | 24                                                                    | 21                                                                    | +3                                                                    | 13                                                                    | 5.                                                                    |
| 1949                                     | Mistrovství Gottwaldovského kraje                                     | 3                                                                     | 26                                                                    | 12                                                                    | 4                                                                     | 10                                                                    | 60                                                                    | 45                                                                    | +15                                                                   | 28                                                                    | 6.                                                                    |
| ...                                      |                                                                       |                                                                       |                                                                       |                                                                       |                                                                       |                                                                       |                                                                       |                                                                       |                                                                       |                                                                       |                                                                       |
| 1953                                     | Krajská soutěž – sk. jih                                              | 4                                                                     | 16                                                                    | 12                                                                    | 1                                                                     | 3                                                                     | 46                                                                    | 28                                                                    | +18                                                                   | 25                                                                    | 1.                                                                    |
| 1954                                     | Krajský přebor – Gottwaldov                                           | 3                                                                     | 22                                                                    | 10                                                                    | 2                                                                     | 10                                                                    | 48                                                                    | 45                                                                    | +3                                                                    | 22                                                                    | 7.                                                                    |
| 1955                                     | I. A třída Gottwaldovského kraje                                      | 4                                                                     | 22                                                                    | 11                                                                    | 2                                                                     | 9                                                                     | 53                                                                    | 31                                                                    | +22                                                                   | 24                                                                    | 5.                                                                    |
| 1956                                     | I. A třída Gottwaldovského kraje                                      | 4                                                                     | 22                                                                    | 10                                                                    | 3                                                                     | 9                                                                     | 54                                                                    | 47                                                                    | +7                                                                    | 23                                                                    | 5.                                                                    |
| 1957/58                                  | I. A třída Gottwaldovského kraje                                      | 4                                                                     | 33                                                                    | 14                                                                    | 10                                                                    | 9                                                                     | 61                                                                    | 51                                                                    | +10                                                                   | 38                                                                    | 3.                                                                    |
| 1958/59                                  | I. A třída Gottwaldovského kraje                                      | 4                                                                     | 22                                                                    | 8                                                                     | 3                                                                     | 11                                                                    | 43                                                                    | 49                                                                    | −6                                                                    | 19                                                                    | 10.                                                                   |
| 1959/60                                  | I. A třída Gottwaldovského kraje                                      | 4                                                                     | 22                                                                    | 9                                                                     | 2                                                                     | 11                                                                    | 33                                                                    | 43                                                                    | −10                                                                   | 20                                                                    | 8.                                                                    |
| 1960/61                                  | I. třída Jihomoravského kraje – sk. D                                 | 4                                                                     | 26                                                                    | 10                                                                    | 6                                                                     | 10                                                                    | 45                                                                    | 38                                                                    | +7                                                                    | 26                                                                    | 8.                                                                    |
| 1961/62                                  | I. třída Jihomoravského kraje – sk. D                                 | 4                                                                     | 26                                                                    | 8                                                                     | 3                                                                     | 15                                                                    | 36                                                                    | 73                                                                    | −37                                                                   | 19                                                                    | 11.                                                                   |
| 1962/63                                  | I. třída Jihomoravského kraje – sk. D                                 | 4                                                                     | 26                                                                    | 15                                                                    | 2                                                                     | 9                                                                     | 54                                                                    | 49                                                                    | +5                                                                    | 32                                                                    | 4.                                                                    |
| 1963/64                                  | I. A třída Jihomoravského kraje – sk. B                               | 4                                                                     | 26                                                                    | 12                                                                    | 4                                                                     | 10                                                                    | 52                                                                    | 55                                                                    | −3                                                                    | 28                                                                    | 5.                                                                    |
| 1964/65                                  | I. A třída Jihomoravského kraje – sk. B                               | 4                                                                     | 26                                                                    | 7                                                                     | 7                                                                     | 12                                                                    | 48                                                                    | 50                                                                    | −2                                                                    | 21                                                                    | 11.                                                                   |
| 1965/66                                  | I. A třída Jihomoravské oblasti – sk. B                               | 5                                                                     | 26                                                                    | 10                                                                    | 7                                                                     | 9                                                                     | 53                                                                    | 52                                                                    | +1                                                                    | 27                                                                    | 7.                                                                    |
| 1966/67                                  | I. A třída Jihomoravské oblasti – sk. B                               | 5                                                                     | 26                                                                    | 5                                                                     | 8                                                                     | 13                                                                    | 35                                                                    | 51                                                                    | −16                                                                   | 18                                                                    | 13.                                                                   |
| 1967/68                                  | I. B třída Jihomoravského kraje – sk. C                               | 6                                                                     | 26                                                                    | 12                                                                    | 3                                                                     | 11                                                                    | 49                                                                    | 51                                                                    | −2                                                                    | 27                                                                    | 6.                                                                    |
| 1968/69                                  | I. B třída Jihomoravského kraje – sk. C                               | 6                                                                     | 26                                                                    | 11                                                                    | 3                                                                     | 12                                                                    | 55                                                                    | 49                                                                    | +6                                                                    | 25                                                                    | 10.                                                                   |
| 1969/70                                  | I. B třída Středomoravského kraje – sk. D                             | 7                                                                     | 22                                                                    | 16                                                                    | 4                                                                     | 2                                                                     | 81                                                                    | 30                                                                    | +51                                                                   | 36                                                                    | 1.                                                                    |
| 1970/71                                  | I. A třída Středomoravské župy – sk. B                                | 6                                                                     | 26                                                                    | 13                                                                    | 6                                                                     | 7                                                                     | 56                                                                    | 40                                                                    | +16                                                                   | 32                                                                    | 2.                                                                    |
| 1971/72                                  | I. A třída Středomoravské župy – sk. B                                | 6                                                                     | 26                                                                    | 18                                                                    | 2                                                                     | 6                                                                     | 57                                                                    | 28                                                                    | +29                                                                   | 38                                                                    | 1.                                                                    |
| 1972/73                                  | Jihomoravský krajský přebor                                           | 5                                                                     | 30                                                                    | 12                                                                    | 6                                                                     | 12                                                                    | 40                                                                    | 43                                                                    | −3                                                                    | 30                                                                    | 9.                                                                    |
| 1973/74                                  | Jihomoravský krajský přebor                                           | 5                                                                     | 30                                                                    | 8                                                                     | 4                                                                     | 18                                                                    | 33                                                                    | 64                                                                    | −31                                                                   | 20                                                                    | 15.                                                                   |
| 1974/75                                  | I. A třída Jihomoravského kraje – sk. C                               | 6                                                                     | 26                                                                    | 9                                                                     | 9                                                                     | 8                                                                     | 46                                                                    | 42                                                                    | +4                                                                    | 27                                                                    | 6.                                                                    |
| 1975/76                                  | I. A třída Jihomoravského kraje – sk. C                               | 6                                                                     | 26                                                                    | 11                                                                    | 4                                                                     | 11                                                                    | 39                                                                    | 46                                                                    | −7                                                                    | 26                                                                    | 7.                                                                    |
| 1976/77                                  | I. A třída Jihomoravského kraje – sk. C                               | 6                                                                     | 26                                                                    | 5                                                                     | 7                                                                     | 14                                                                    | 33                                                                    | 62                                                                    | −29                                                                   | 17                                                                    | 13.                                                                   |
| 1977/78                                  | I. B třída Jihomoravského kraje – sk. F                               | 6                                                                     | 26                                                                    | 11                                                                    | 5                                                                     | 10                                                                    | 46                                                                    | 47                                                                    | −1                                                                    | 27                                                                    | 8.                                                                    |
| 1978/79                                  | I. B třída Jihomoravského kraje – sk. F                               | 6                                                                     | 26                                                                    | 10                                                                    | 8                                                                     | 8                                                                     | 43                                                                    | 49                                                                    | −6                                                                    | 28                                                                    | 8.                                                                    |
| 1979/80                                  | II. třída okresu Uherské Hradiště                                     | 7                                                                     | 26                                                                    | 15                                                                    | 2                                                                     | 9                                                                     | 52                                                                    | 39                                                                    | +13                                                                   | 32                                                                    | 1.                                                                    |
| 1980/81                                  | I. B třída Jihomoravského kraje – sk. D                               | 6                                                                     | 30                                                                    | 13                                                                    | 4                                                                     | 13                                                                    | 56                                                                    | 51                                                                    | +5                                                                    | 30                                                                    | 5.                                                                    |
| 1981/82                                  | I. B třída Jihomoravského kraje – sk. D                               | 7                                                                     | 30                                                                    | 15                                                                    | 5                                                                     | 10                                                                    | 70                                                                    | 42                                                                    | +28                                                                   | 35                                                                    | 3.                                                                    |
| 1982/83                                  | I. B třída Jihomoravského kraje – sk. D                               | 7                                                                     | 30                                                                    | 15                                                                    | 4                                                                     | 11                                                                    | 66                                                                    | 57                                                                    | +9                                                                    | 34                                                                    | 4.                                                                    |
| …                                        |                                                                       |                                                                       |                                                                       |                                                                       |                                                                       |                                                                       |                                                                       |                                                                       |                                                                       |                                                                       |                                                                       |
| 1985/86                                  | Jihomoravská krajská soutěž I. třídy – sk. F                          | 6                                                                     | 26                                                                    | 16                                                                    | 5                                                                     | 5                                                                     | 48                                                                    | 32                                                                    | +16                                                                   | 37                                                                    | 1.                                                                    |
| 1986/87                                  | I. A třída Jihomoravského kraje – sk. B                               | 6                                                                     | 26                                                                    | 9                                                                     | 4                                                                     | 13                                                                    | 36                                                                    | 43                                                                    | −7                                                                    | 22                                                                    | 13.                                                                   |
| 1987/88                                  | I. B třída Jihomoravského kraje – sk. D                               | 7                                                                     | 26                                                                    | 11                                                                    | 6                                                                     | 9                                                                     | 45                                                                    | 36                                                                    | +9                                                                    | 28                                                                    | 5.                                                                    |
| 1988/89                                  | I. B třída Jihomoravského kraje – sk. D                               | 7                                                                     | 26                                                                    | 12                                                                    | 6                                                                     | 8                                                                     | 48                                                                    | 39                                                                    | +9                                                                    | 30                                                                    | 3.                                                                    |
| 1989/90                                  | I. B třída Jihomoravského kraje – sk. D                               | 7                                                                     | 26                                                                    | ...                                                                   | ...                                                                   | ...                                                                   | ...                                                                   | ...                                                                   | ...                                                                   |                                                                       |                                                                       |
| …                                        |                                                                       |                                                                       |                                                                       |                                                                       |                                                                       |                                                                       |                                                                       |                                                                       |                                                                       |                                                                       |                                                                       |
| 1991/92                                  | I. A třída Středomoravské župy – sk. B                                | 6                                                                     | 26                                                                    | 6                                                                     | 8                                                                     | 12                                                                    | 42                                                                    | 53                                                                    | −11                                                                   | 20                                                                    | 12.                                                                   |
| 1992/93                                  | I. A třída Středomoravské župy – sk. B                                | 6                                                                     | 26                                                                    | 15                                                                    | 3                                                                     | 8                                                                     | 42                                                                    | 22                                                                    | +22                                                                   | 33                                                                    | 5.                                                                    |
| Česko (1993 – )                          |                                                                       |                                                                       |                                                                       |                                                                       |                                                                       |                                                                       |                                                                       |                                                                       |                                                                       |                                                                       |                                                                       |
| Sezóny                                   | Liga                                                                  | Úroveň                                                                | Z                                                                     | V                                                                     | R                                                                     | P                                                                     | VG                                                                    | OG                                                                    | +/−                                                                   | B                                                                     | Pozice                                                                |
| 1993/94                                  | I. A třída Středomoravské župy – sk. B                                | 6                                                                     | 26                                                                    | 8                                                                     | 9                                                                     | 9                                                                     | 36                                                                    | 34                                                                    | +2                                                                    | 25                                                                    | 6.                                                                    |
| 1994/95                                  | I. A třída Středomoravské župy – sk. B                                | 6                                                                     | 26                                                                    | 7                                                                     | 9                                                                     | 10                                                                    | 34                                                                    | 38                                                                    | −4                                                                    | 30                                                                    | 13.                                                                   |
| 1995/96                                  | I. A třída Středomoravské župy – sk. B                                | 6                                                                     | 26                                                                    | 12                                                                    | 2                                                                     | 12                                                                    | 51                                                                    | 44                                                                    | +7                                                                    | 38                                                                    | 4.                                                                    |
| 1996/97                                  | I. A třída Středomoravské župy – sk. B                                | 6                                                                     | 24                                                                    | 7                                                                     | 4                                                                     | 13                                                                    | 26                                                                    | 46                                                                    | −20                                                                   | 25                                                                    | 12.                                                                   |
| 1997/98                                  | I. A třída Středomoravské župy – sk. B                                | 6                                                                     | 26                                                                    | 9                                                                     | 3                                                                     | 14                                                                    | 40                                                                    | 60                                                                    | −20                                                                   | 30                                                                    | 12.                                                                   |
| 1998/99                                  | I. A třída Středomoravské župy – sk. B                                | 6                                                                     | 26                                                                    | 10                                                                    | 6                                                                     | 10                                                                    | 49                                                                    | 51                                                                    | −2                                                                    | 36                                                                    | 7.                                                                    |
| 1999/00                                  | I. A třída Středomoravské župy – sk. B                                | 6                                                                     | 26                                                                    | …                                                                     | …                                                                     | …                                                                     | …                                                                     | …                                                                     | …                                                                     |                                                                       |                                                                       |
| 2000/01                                  | I. B třída Středomoravské župy – sk. C                                | 7                                                                     | 26                                                                    | 8                                                                     | 10                                                                    | 8                                                                     | 52                                                                    | 49                                                                    | +3                                                                    | 34                                                                    | 6.                                                                    |
| 2001/02                                  | I. B třída Středomoravské župy – sk. C                                | 7                                                                     | 26                                                                    | 13                                                                    | 3                                                                     | 10                                                                    | 65                                                                    | 52                                                                    | +13                                                                   | 42                                                                    | 4.                                                                    |
| 2002/03                                  | I. B třída Zlínského kraje – sk. B                                    | 7                                                                     | 26                                                                    | …                                                                     | …                                                                     | …                                                                     | …                                                                     | …                                                                     | …                                                                     |                                                                       |                                                                       |
| 2003/04                                  | I. A třída Zlínského kraje – sk. B                                    | 6                                                                     | 26                                                                    | 11                                                                    | 2                                                                     | 13                                                                    | 42                                                                    | 55                                                                    | −13                                                                   | 35                                                                    | 9.                                                                    |
| 2004/05                                  | I. A třída Zlínského kraje – sk. B                                    | 6                                                                     | 26                                                                    | 8                                                                     | 1                                                                     | 17                                                                    | 31                                                                    | 67                                                                    | −36                                                                   | 25                                                                    | 13.                                                                   |
| 2005/06                                  | I. B třída Zlínského kraje – sk. C                                    | 7                                                                     | 26                                                                    | 12                                                                    | 5                                                                     | 9                                                                     | 48                                                                    | 42                                                                    | +6                                                                    | 41                                                                    | 3.                                                                    |
| 2006/07                                  | I. B třída Zlínského kraje – sk. C                                    | 7                                                                     | 26                                                                    | 9                                                                     | 5                                                                     | 12                                                                    | 54                                                                    | 44                                                                    | +10                                                                   | 32                                                                    | 11.                                                                   |
| 2007/08                                  | I. B třída Zlínského kraje – sk. C                                    | 7                                                                     | 26                                                                    | 7                                                                     | 2                                                                     | 17                                                                    | 38                                                                    | 62                                                                    | −24                                                                   | 23                                                                    | 12.                                                                   |
| 2008/09                                  | I. B třída Zlínského kraje – sk. C                                    | 7                                                                     | 26                                                                    | 7                                                                     | 4                                                                     | 15                                                                    | 29                                                                    | 69                                                                    | −40                                                                   | 25                                                                    | 13.                                                                   |
| 2009/10                                  | I. B třída Zlínského kraje – sk. C                                    | 7                                                                     | 26                                                                    | 8                                                                     | 2                                                                     | 16                                                                    | 36                                                                    | 73                                                                    | −37                                                                   | 26                                                                    | 13.                                                                   |
| 2010/11                                  | II. třída okresu Uherské Hradiště                                     | 8                                                                     | 26                                                                    | 10                                                                    | 9                                                                     | 7                                                                     | 57                                                                    | 49                                                                    | +8                                                                    | 39                                                                    | 8.                                                                    |
| 2011/12                                  | II. třída okresu Uherské Hradiště                                     | 8                                                                     | 26                                                                    | 8                                                                     | 5                                                                     | 13                                                                    | 46                                                                    | 63                                                                    | −17                                                                   | 29                                                                    | 12.                                                                   |
| 2012/13                                  | III. třída okresu Uherské Hradiště                                    | 9                                                                     | 26                                                                    | 8                                                                     | 2                                                                     | 16                                                                    | 55                                                                    | 73                                                                    | −18                                                                   | 26                                                                    | 13.                                                                   |
| 2013/14                                  | III. třída okresu Uherské Hradiště – sk. A                            | 9                                                                     | 22                                                                    | 14                                                                    | 2                                                                     | 6                                                                     | 68                                                                    | 43                                                                    | +25                                                                   | 44                                                                    | 5.                                                                    |
| 2014/15                                  | III. třída okresu Uherské Hradiště – sk. A                            | 9                                                                     | 22                                                                    | 20                                                                    | 1                                                                     | 1                                                                     | 83                                                                    | 23                                                                    | +60                                                                   | 61                                                                    | 1.                                                                    |
| 2015/16                                  | II. třída okresu Uherské Hradiště                                     | 8                                                                     | 24                                                                    | 13                                                                    | 4                                                                     | 7                                                                     | 69                                                                    | 56                                                                    | +13                                                                   | 43                                                                    | 5.                                                                    |
| 2016/17                                  | II. třída okresu Uherské Hradiště                                     | 8                                                                     | 26                                                                    | 14                                                                    | 8                                                                     | 4                                                                     | 87                                                                    | 50                                                                    | +37                                                                   | 50                                                                    | 3.                                                                    |
| 2017/18                                  | II. třída okresu Uherské Hradiště                                     | 8                                                                     | 26                                                                    | 20                                                                    | 5                                                                     | 1                                                                     | 92                                                                    | 37                                                                    | +55                                                                   | 65                                                                    | 1.                                                                    |
| 2018/19                                  | I. B třída Zlínského kraje – sk. C                                    | 7                                                                     | 26                                                                    | 14                                                                    | 2 / 1                                                                 | 9                                                                     | 60                                                                    | 44                                                                    | +16                                                                   | 47                                                                    | 5.                                                                    |
| 2019/20                                  | I. B třída Zlínského kraje – sk. C                                    | 7                                                                     | 13                                                                    | 6                                                                     | 0 / 0                                                                 | 7                                                                     | 32                                                                    | 37                                                                    | −5                                                                    | 18                                                                    | 8.                                                                    |
| 2020/21                                  | I. B třída Zlínského kraje – sk. C                                    | 7                                                                     | 9                                                                     | 3                                                                     | 1 / 1                                                                 | 5                                                                     | 19                                                                    | 20                                                                    | −1                                                                    | 12                                                                    | 9.                                                                    |
| 2021/22                                  | I. B třída Zlínského kraje – sk. C                                    | 7                                                                     | 26                                                                    | 5                                                                     | 2                                                                     | 19                                                                    | 35                                                                    | 83                                                                    | −48                                                                   | 17                                                                    | 13.                                                                   |
| 2022/23                                  | I. B třída Zlínského kraje – sk. C                                    | 7                                                                     | 26                                                                    |                                                                       |                                                                       |                                                                       |                                                                       |                                                                       |                                                                       |                                                                       |                                                                       |

Poznámky:
- 1994/95: Od sezony 1994/95 včetně jsou za vítězství udělovány 3 body.
- 2014/15: Od sezony 2014/15 do konce sezony 2020/21 se v soutěžích Zlínského KFS hrálo tímto způsobem: Pokud zápas skončil nerozhodně, kopal se penaltový rozstřel. Jeho vítěz bral 2 body, poražený pak jeden bod.[66][67]
- 2019/20: Z důvodu pandemie covidu-19 v Česku byl tento ročník z rozhodnutí FAČR ukončen po třinácti odehraných kolech.[69]
- 2020/21: Z důvodu pandemie covidu-19 v Česku byl tento ročník z rozhodnutí FAČR ukončen po devíti odehraných kolech.

## FK Uherský Ostroh „B“
FK Uherský Ostroh „B“ je rezervním týmem Uherského Ostrohu, který se pohybuje v okresních soutěžích.

### Umístění v jednotlivých sezonách
Legenda: Z – zápasy, V – výhry, R – remízy, P – porážky, VG – vstřelené góly, OG – obdržené góly, +/− – rozdíl skóre, B – body, červené podbarvení – sestup, zelené podbarvení – postup, fialové podbarvení – reorganizace, změna skupiny či soutěže
| Československo (1986 – 1993) |                                               |        |    |    |   |    |    |    |     |    |        |
| Sezóny                       | Liga                                          | Úroveň | Z  | V  | R | P  | VG | OG | +/– | B  | Pozice |
| 1986/87                      | III. třída okresu Uherské Hradiště – sk. B    | 9      | 26 | 8  | 7 | 11 | 50 | 69 | −19 | 23 | 9.     |
| 1987/88                      | III. třída okresu Uherské Hradiště – sk. B    | 9      | 26 | 9  | 2 | 15 | 44 | 55 | −11 | 20 | 10.    |
| 1988/89                      | III. třída okresu Uherské Hradiště – sk. B    | 9      | 26 | 7  | 9 | 10 | 46 | 51 | −5  | 23 | 9.     |
| …                            |                                               |        |    |    |   |    |    |    |     |    |        |
| 1991/92                      | III. třída okresu Uherské Hradiště – sk. B    | 9      | 22 | 6  | 3 | 13 | 41 | 51 | −10 | 15 | 10.    |
| 1992/93                      | III. třída okresu Uherské Hradiště – sk. B    | 9      | 22 | 8  | 3 | 11 | 34 | 49 | −15 | 19 | 8.     |
| Česko (1993 – 2013)          |                                               |        |    |    |   |    |    |    |     |    |        |
| Sezóny                       | Liga                                          | Úroveň | Z  | V  | R | P  | VG | OG | +/– | B  | Pozice |
| 1993/94                      | III. třída okresu Uherské Hradiště – sk. B    | 9      | 22 | 17 | 2 | 3  | 59 | 28 | +31 | 36 | 1.     |
| 1994/95                      | II. třída okresu Uherské Hradiště             | 8      | 26 | 4  | 7 | 15 | 36 | 66 | −30 | 19 | 14.    |
| …                            |                                               |        |    |    |   |    |    |    |     |    |        |
| 2000/01                      | IV. třída okresu Uherské Hradiště – sk. A     | 10     | 16 | 11 | 4 | 1  | 62 | 19 | +43 | 37 | 2.     |
| 2001/02                      | IV. třída okresu Uherské Hradiště – sk. A     | 10     | 26 | 13 | 4 | 9  | 89 | 56 | +33 | 43 | 5.     |
| …                            |                                               |        |    |    |   |    |    |    |     |    |        |
| 2004/05                      | IV. třída okresu Uherské Hradiště – sk. A     | 10     | 20 | 11 | 3 | 6  | 48 | 29 | +19 | 36 | 5.     |
| 2005/06                      | IV. třída okresu Uherské Hradiště – sk. A     | 10     | 16 | 6  | 3 | 7  | 30 | 29 | +1  | 21 | 5.     |
| 2006/07                      | IV. třída okresu Uherské Hradiště – sk. A     | 10     | 18 | 13 | 2 | 3  | 59 | 26 | +33 | 41 | 2.     |
| 2007/08                      | IV. třída okresu Uherské Hradiště – sk. A     | 10     | 20 | 9  | 3 | 8  | 53 | 52 | +1  | 30 | 5.     |
| 2008/09                      | IV. třída okresu Uherské Hradiště – sk. A     | 10     | 20 | 10 | 4 | 12 | 61 | 75 | −14 | 34 | 8.     |
| 2009/10                      | IV. třída okresu Uherské Hradiště – sk. A     | 10     | 24 | 9  | 4 | 11 | 52 | 57 | −5  | 31 | 7.     |
| 2010/11                      | IV. třída okresu Uherské Hradiště – sk. A     | 10     | 30 | 18 | 2 | 10 | 71 | 72 | −1  | 56 | 6.     |
| 2011/12                      | IV. třída okresu Uherské Hradiště – sk. A     | 10     | 28 | 10 | 5 | 13 | 48 | 77 | −29 | 35 | 12.    |
| 2012/13                      | IV. třída okresu Uherské Hradiště – sk. A     | 10     | 26 | 4  | 5 | 17 | 35 | 85 | −50 | 17 | 12.    |
| 2013/14                      | IV. třída okresu Uherské Hradiště – sk. A     | 10     | 18 | 5  | 4 | 9  | 26 | 37 | −11 | 19 | 6.     |
| 2014/15                      | IV. třída okresu Uherské Hradiště – sk. A     | 10     | 21 | 8  | 4 | 9  | 44 | 50 | −6  | 28 | 5.     |
| 2015/16                      | IV. třída okresu Uherské Hradiště – sk. A     | 10     | 18 | 3  | 2 | 13 | 35 | 63 | −28 | 11 | 7.     |
| 2016/17                      | IV. třída okresu Uherské Hradiště – sk. A     | 10     | 18 | 5  | 3 | 10 | 45 | 78 | −33 | 18 | 5.     |
| 2017/18                      | III. třída okresu Uherské Hradiště – sk. B    | 9      | 22 | 5  | 3 | 14 | 42 | 83 | −41 | 18 | 9.     |
| 2018/19                      | III. třída okresu Uherské Hradiště – sk. B    | 9      | 22 | 7  | 3 | 12 | 53 | 68 | −15 | 24 | 9.     |
| 2019/20                      | III. třída okresu Uherské Hradiště – sk. B    | 9      | 12 | 2  | 3 | 7  | 18 | 38 | −20 | 9  | 10.    |
| 2020/21                      | III. třída okresu Uherské Hradiště – sk. B    | 9      | 7  | 2  | 1 | 4  | 10 | 23 | −13 | 7  | 7.     |
| 2021/22                      | III. třída okresu Uherské Hradiště – sk. B    | 9      | 16 | 5  | 1 | 10 | 27 | 38 | −11 | 16 | 7.     |
| 2021/22                      | III. třída okresu Uherské Hradiště – o sestup | 9      | 2  | 0  | 2 | 0  | 5  | 5  | 0   | 2  | 8.     |
| 2022/23                      | III. třída okresu Uherské Hradiště – sk. A    | 9      |    |    |   |    |    |    |     |    |        |

Poznámky:
- 2014/15: Tento ročník byl hrán tříkolově.[66]
- 2019/20: Z důvodu pandemie covidu-19 v Česku byl tento ročník z rozhodnutí FAČR ukončen po dvanácti odehraných kolech.[69]
- 2020/21: Z důvodu pandemie covidu-19 v Česku byl tento ročník z rozhodnutí FAČR ukončen zápasy odehranými 11. října 2020.